# Amtshaus Aplerbeck

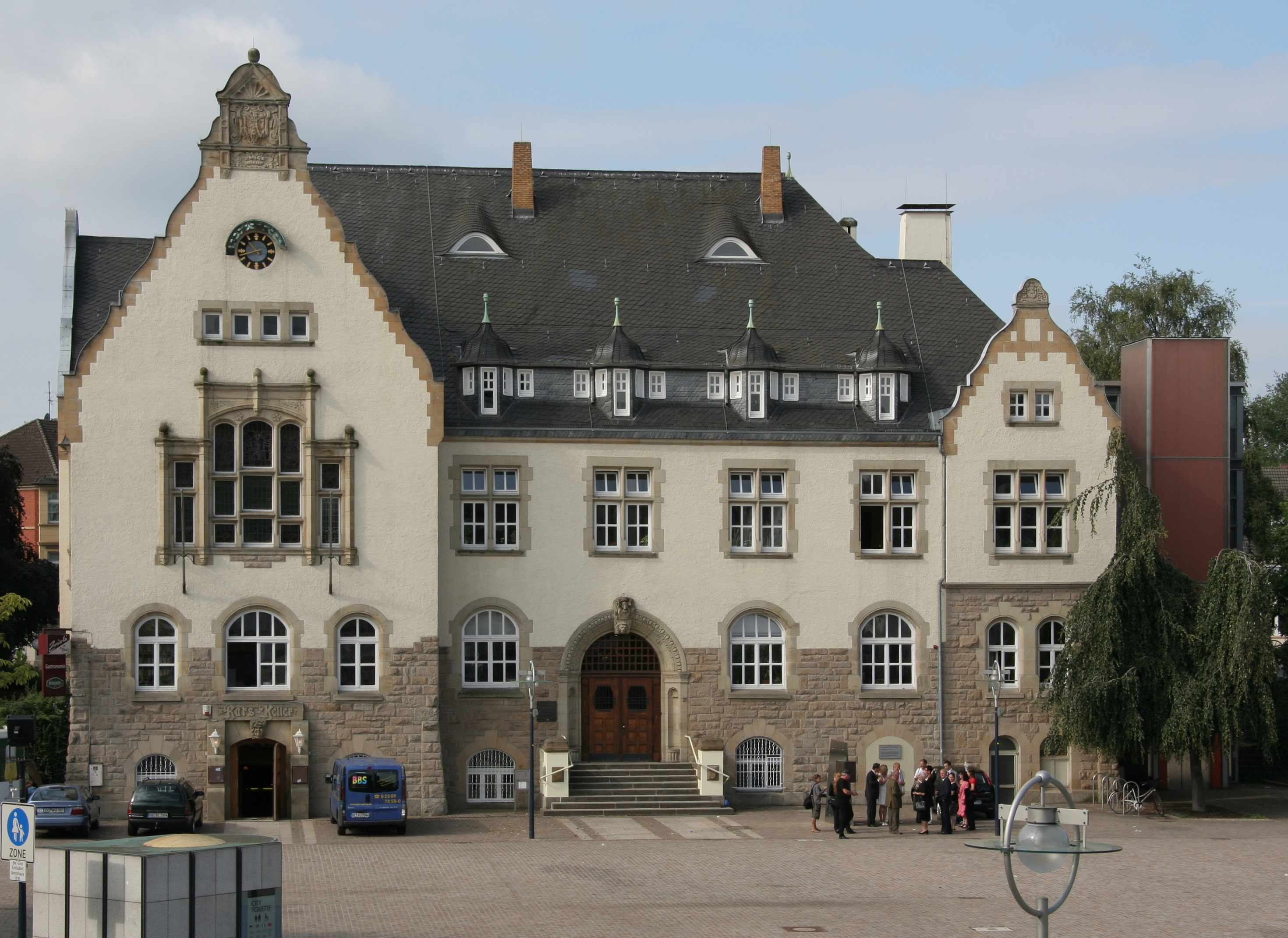
Heutiges Amtshaus, Ansicht von 2009

Altes Amtshaus, beide Bauabschnitte

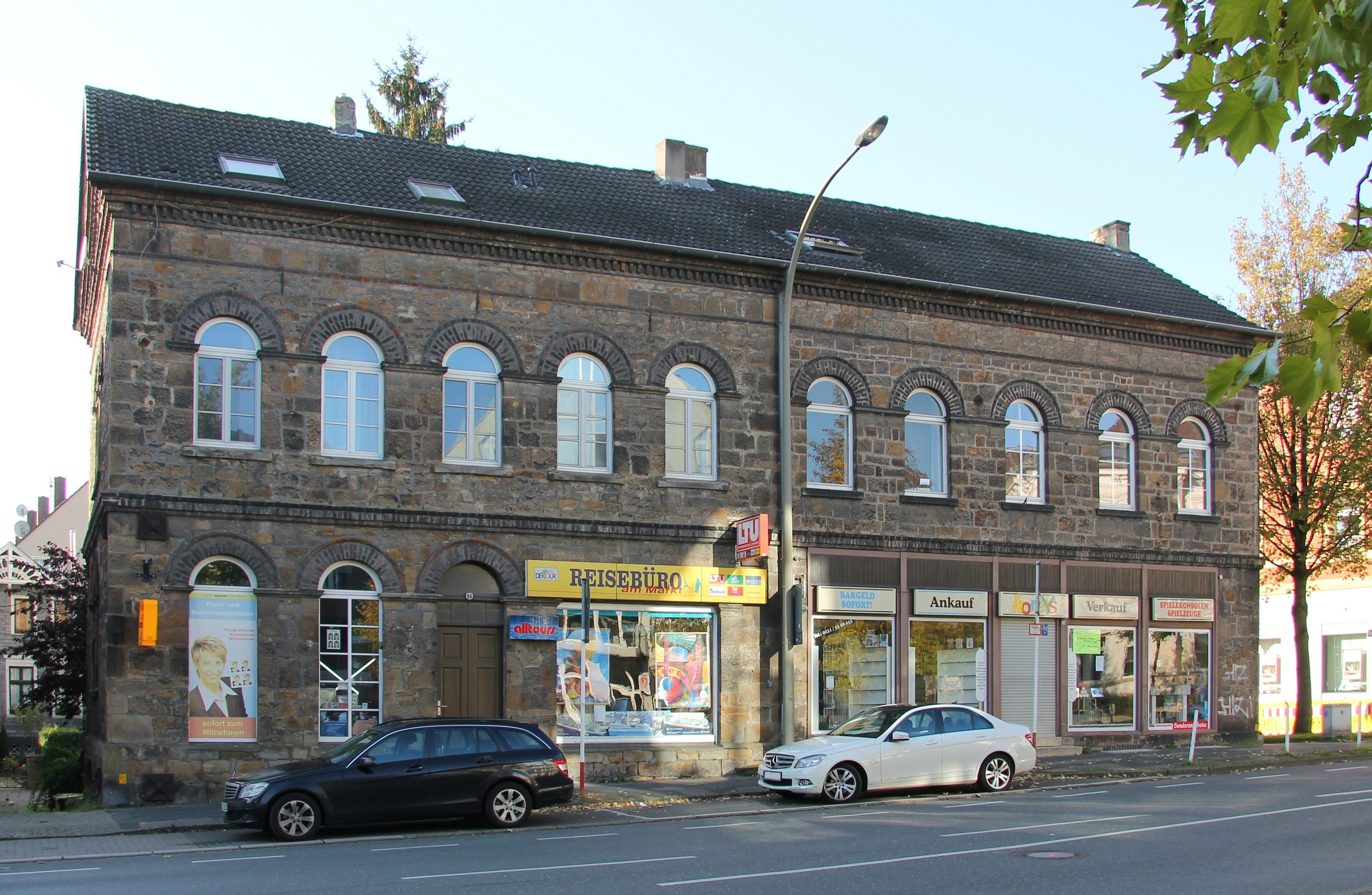
Altes Amtshaus, Ansicht von 2011

Altes Amtshaus und Post auf einer Ansichtskarte vor 1906

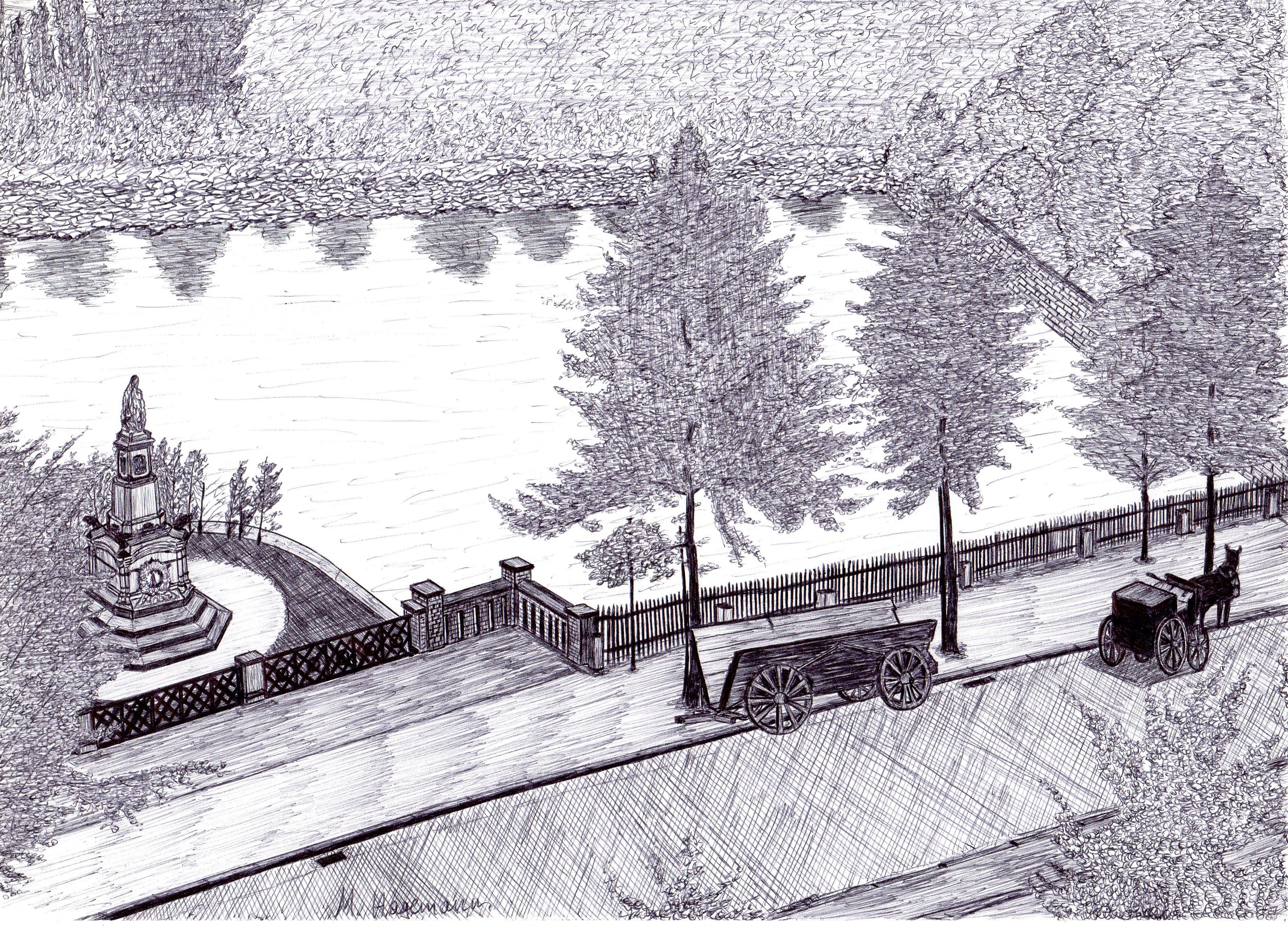
Der Aplerbecker Marktplatz vor dem Bau des Amtshauses um 1900

Heutiges Amtshaus, Ansicht von 1910

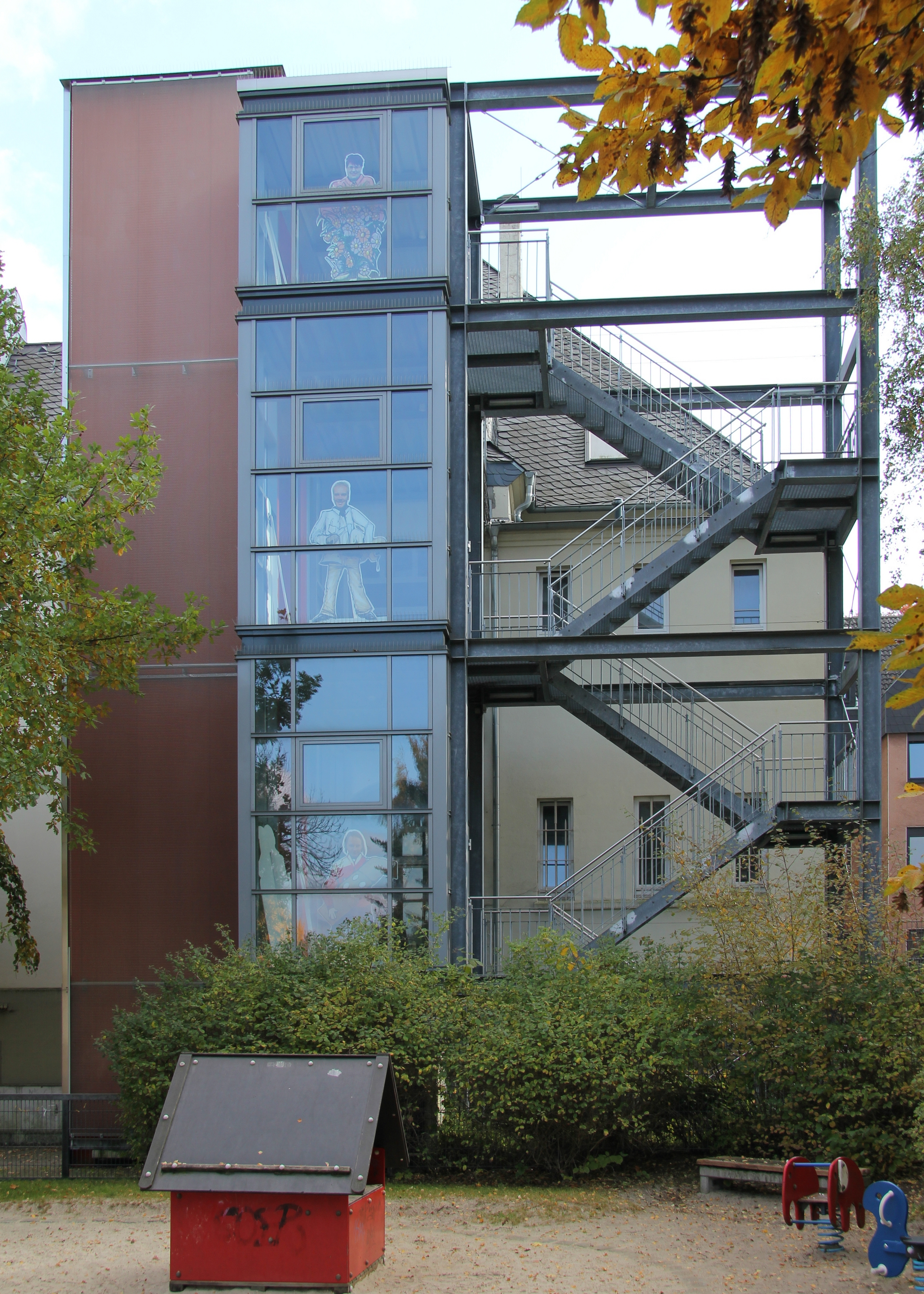
Heutiges Amtshaus, Anbau mit Aufzug und Fluchttreppenhaus

Das Aplerbecker Amtshaus  befindet sich direkt am Marktplatz in Aplerbeck. Es wurde nach den Plänen von Amtsbaumeister Wilhelm Stricker von 1906 bis 1907 für das Amt Aplerbeck erbaut und löste damit ein im Jahr 1851 errichtetes Vorgängerbauwerk ab. An die Person des Amtsbaumeisters Stricker erinnert heute noch eine Gedenktafel an der Mauer des Amtshauses. Eine Straße in Aplerbeck, die Strickerstraße, wurde nach ihm benannt. In der Liste der Baudenkmale im Stadtbezirk Aplerbeck ist das Gebäude unter der Nummer A 0424 registriert.

## Altes Amtshaus

### Erster Bauabschnitt 1851
Ausschlaggebend für die Errichtung eines Amtsgebäudes in Aplerbeck war der Bedarf an einem geeigneten Gefängnis zur sicheren Verwahrung von Straftätern. Dieses war in Aplerbeck zu der Zeit nur in begrenztem Umfang möglich. Zur Verfügung stand lediglich eine unzureichend für diese Aufgabe ausgerüstete „Wachtstelle“ ohne geeignete Möglichkeiten zur Arrestierung. In der Amtszeit des Amtmanns Loebbecke begannen Planung und Ausführung eines Gebäudes für ein Gefängnis mit angeschlossener Amtsstube. Der erste Bauabschnitt begann im Jahr 1851. Dieser erste Bauabschnitt umfasste den, von der heutigen Schüruferstraße aus gesehenen, linken Teil des Gebäudes. Die Maurerarbeiten verrichtete der in Aplerbeck ansässige Maurermeister Mohrenstecher, der einige Jahre vorher das Forsthaus am heutigen Freischütz errichtet hatte. Das Bauvorhaben kostete seinerzeit den Steuerzahlern 2603 Taler.

### Zweiter Bauabschnitt 1874
Am 9. März 1874 wurde ein Gesetz verabschiedet mit weitreichenden Folgen für die Räumlichkeiten des Aplerbecker Amtes. Zuständig für Beurkundung des Personenstandes, sprich Geburten, Eheschließungen und Todesfälle, waren mit dem Inkrafttreten des Gesetzes vom 1. Oktober selbigen Jahres an einzig die zuständigen Standesbeamten. Für die Kirchen in Deutschland bedeutete dieses Gesetz einen erheblichen Einschnitt in ihre Kompetenzen. Rechtskräftige Eheschließungen durften von nun an nur Standesämter vollziehen. Aufgrund dieser zusätzlichen Aufgaben wurde eine Erweiterung der vorhandenen Räumlichkeiten unabdingbar. Die Vertreter der Ratsversammlung entschlossen sich seinerzeit das vorhandene Gebäude um ein nahezu identisches Bauwerk zu erweitern. Der vorhandene Baugrund sowie die zur Verfügung stehenden Mittel ließen auch keine andere Ausführung zu. Die Erweiterung des Amtsgebäudes kostete den Steuerzahlern seinerzeit 5430 Taler.
33 Jahre später: Nach dem Umzug der Amtsverwaltung in das 1907 neu errichtete Amtshaus am heutigen Marktplatz, wurde das alte Amtshausgebäude verkauft und dient seitdem als Wohn- und Geschäftshaus. In der Liste der Baudenkmale im Stadtbezirk Aplerbeck wird das Gebäude unter der Nummer A 0303 geführt.

## Heutiges Amtshaus

### Bau des Gebäudes
Die Aplerbecker Bevölkerung wuchs im Laufe der Jahre stetig an, neue Aufgaben für die Verwaltung kamen hinzu. Folglich stiegen auch Arbeitsaufwand sowie Platzbedarf der Amtsverwaltung. Die Räumlichkeiten an der Schüruferstraße wurden daher rasch zu klein. Da eine erneute Erweiterung des alten Amtshauses nicht in Frage kam, begann die Suche nach einem geeigneten Grundstück. Erworben wurde ein Baugrund am heutigen Marktplatz. Zur damaligen Zeit befand sich dort nicht der Marktplatz, sondern der Mühlenteich des Wasserschlosses Haus Rodenberg, gespeist mit dem Wasser der Emscher. Durch die im Laufe der Jahre zunehmende Einleitung ungeklärter Abwässer in den Emscherbach verkam der Mühlenteich zu einer Kloake und wurde in den 1920er Jahren zugeschüttet.
Am 14. Mai 1906 starteten die Bauarbeiten zur Errichtung eines neuen Amtsgebäudes. Ende Juni 1907 zeigte sich das neue Amtshaus bezugsfertig. Die feierliche Einweihung fand am 27. Juni 1907 statt. Landrat Busch übergab dem damaligen Amtmann Leonhard im Rahmen einer feierlichen Zeremonie die Schlüssel zum neuen Amtshaus. Die Kosten für das gesamte Bauvorhaben beliefen sich laut Abschlussrechnung vom September 1909 auf ca. 153.000 Mark.
Die Aufnahme des Amtshauses von 1910 zeigt im Vordergrund das alte Kriegerdenkmal "Germania" aus dem Jahr 1875, geschaffen durch den Bildhauer A. Deutschmann aus Coburg. Es sollte an die Gefallenen der Gemeinde Aplerbeck aus den Kriegen von 1866 gegen Österreich und 1870/71 gegen Frankreich erinnern. Das Denkmal stand bis März 1939 an dieser Stelle und wurde dann abgebaut. An nahezu der Stelle des ehemaligen Denkmals befindet sich heute eine öffentliche Toilettenanlage.

### Inneneinrichtung
Hervorzuheben bei der Inneneinrichtung ist die Fensterverglasung des Sitzungssaals, der auch für Trauungen in feierlichem Rahmen Verwendung findet. Die dem Marktplatz zugewandte Front besteht aus dreizehn einzelnen, bleiverglasten Fensterscheiben aus der Werkstatt von Ferdinand Müller, geschaffen im Jahre 1907. Zu sehen sind Berufsgruppensymbole von in Dortmund ansässigen Berufsgruppen.
Die acht Fenster in Richtung Schüruferstraße zeigend, präsentieren eine Torarchitektur eingerahmt von blühenden Bäumen. Markant ist der Schriftzug: FREI DURCH VERNUNFT, STARK DURCH GESETZ. Auch dieses Werk entstammt der Hand von Ferdinand Müller.
In den Fluren des Amtshauses finden sich Wandfliesen geschaffen nach einem Entwurf des belgischen Architekten und Designers Henry van de Velde.

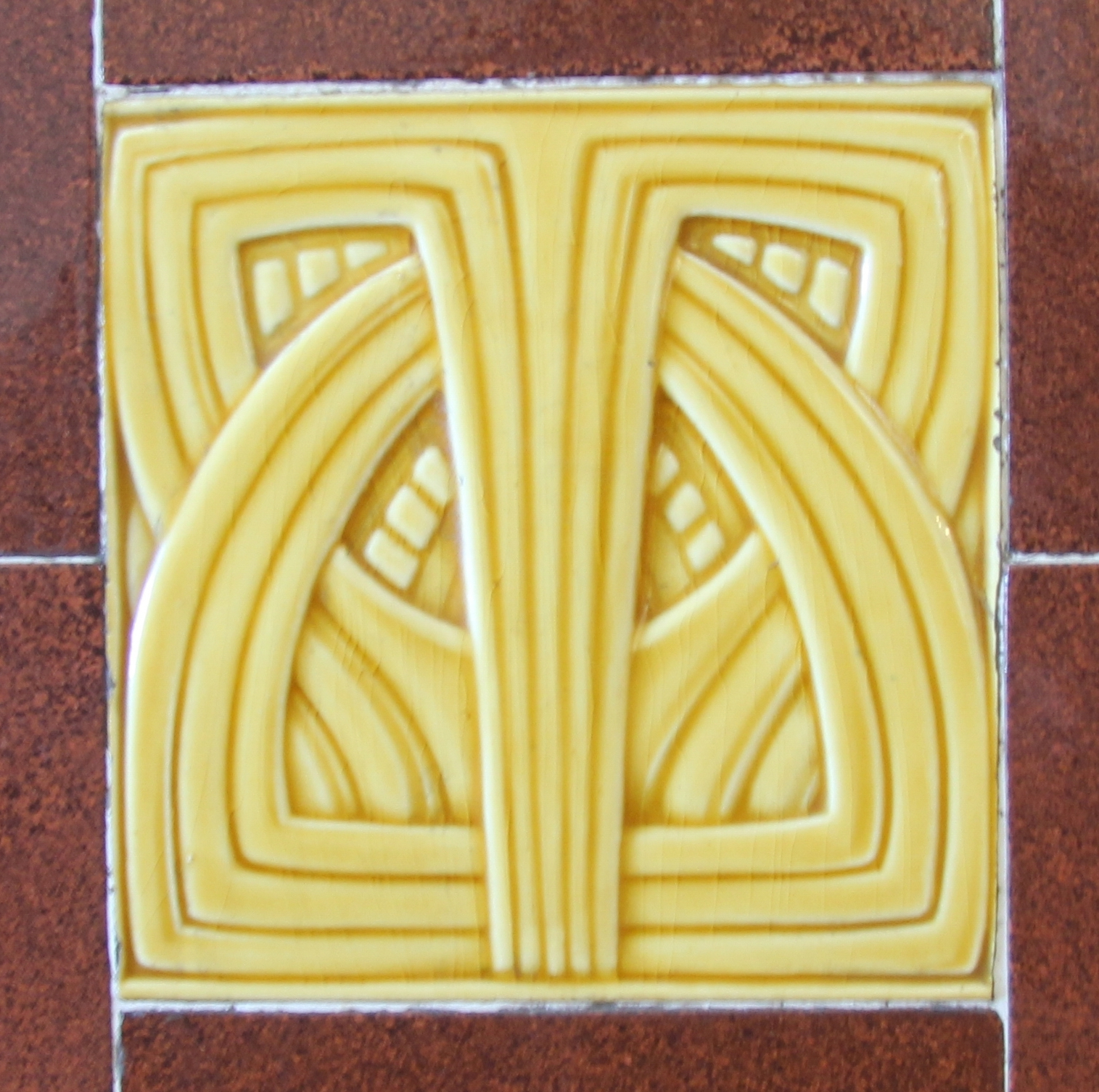
Wandfliese nach Henry van de Velde
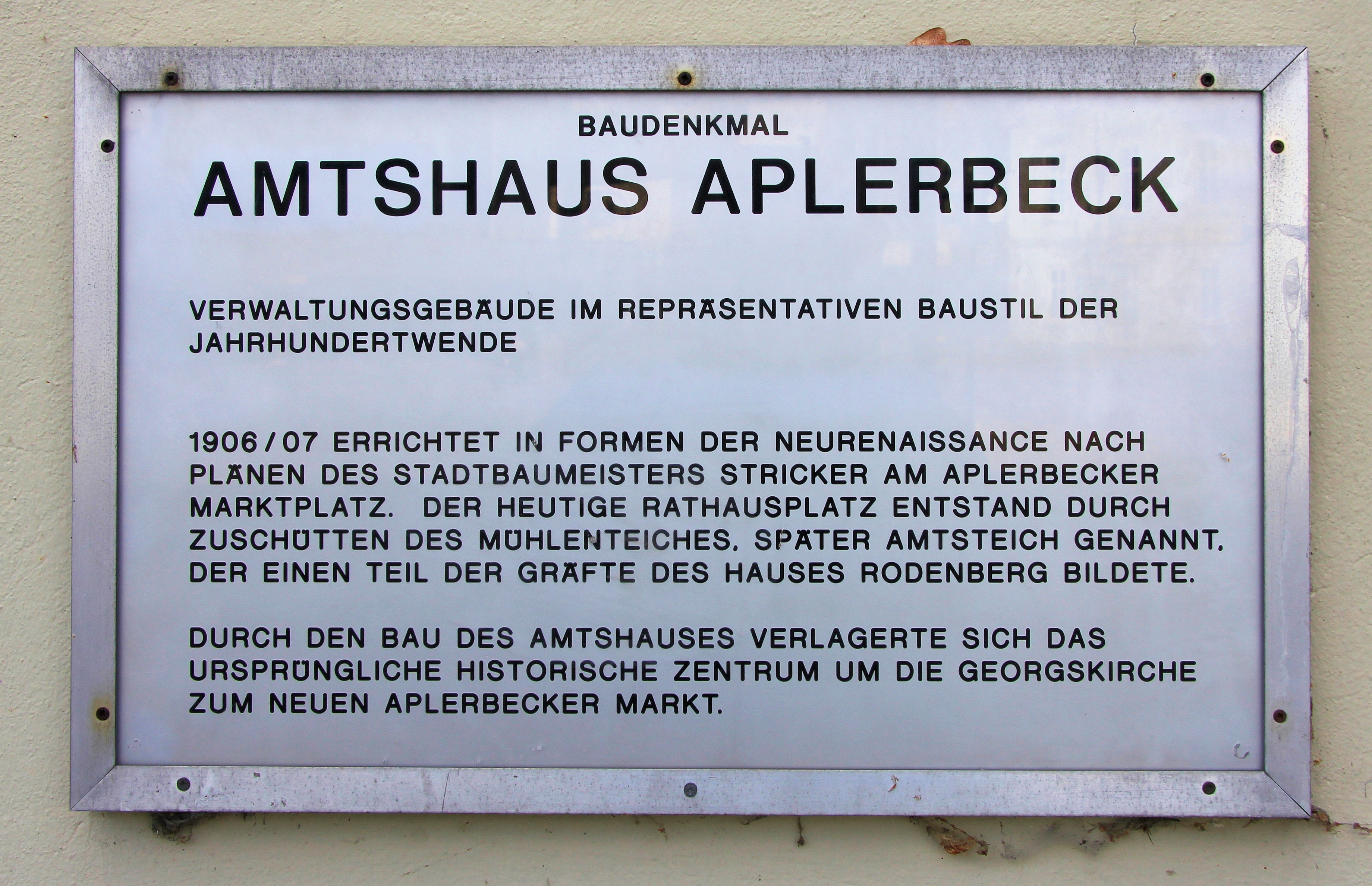
Heutiges Amtshaus, Infotafel

### Ratskeller
Bereits zu Beginn der Planungen für ein neues Amtshausgebäude legten die Planer Wert auf eine angeschlossene Gastronomie. Die Lokalität trug bereits zu Planungsbeginn den Namen „Ratskeller“. Erster Pächter des Ratskellers war ein Herr Bonnemann, zuvor Wirt der Gastwirtschaft „Zum Bahnhof“, heutiger Sitz der Aplerbecker Polizeiwache. Die Gastronomie im Ratskeller verlief von Anfang an und über die Jahre eher schleppend. Bis zum Ausbruch des Ersten Weltkriegs 1914 zählte der Ratskeller bereits seinen vierten Pächter. 1918 wurde der Betrieb vorübergehend eingestellt. Auf den Ersten Weltkrieg folgte die Besetzung des Ruhrgebiets durch französische und belgische Truppen, die sich auch auf die Gastronomie im Amtshaus nachteilig auswirkte. Die Besatzungsmacht richtete im Ratskeller eine Unteroffiziersküche zur Versorgung ihrer Truppe ein. Nach Ende der Ruhrbesetzung wechselte erneut der Pächter. Von dieser Zeit an, auch während des Zweiten Weltkriegs bis Anfang der 1990er Jahre, wurde der Betrieb der Restauration nahezu durchgehend aufrechterhalten. Danach wechselten vermehrt die Pächter, zeitweise musste die Gastronomie schließen.
Aktuell ist der Ratskeller bewirtschaftet.

### Sanierung des Gebäudes
Von 2004 bis 2005 fand eine umfangreiche Sanierung des Bauwerks statt. Um auch eine Zugangsmöglichkeit für Menschen mit Behinderungen zu gewährleisten und den bestehenden Brandschutzanforderungen gerecht zu werden, wurde ein Aufzug in Kombination mit einem Fluchttreppenhaus an das Gebäude angebaut. Auch der Altbau wurde an aktuelle Brandschutzauflagen angepasst.